# Манга, Давид
Дави́д Ма́нга Ле́мбе (фр. David Manga Lembe; 3 февраля 1989, Париж, Франция) — центральноафриканско-французский футболист, полузащитник «Хапоэля» из Ашкелона и сборной ЦАР.

## Карьера

### Клубная
Начинал свою профессиональную футбольную карьеру в клубе «Айзенштадт», выступавшем в восточной зоне австрийской Региональной лиги. За первую команду провёл всего три матча. Его дебют состоялся 31 августа 2007 года в игре пятого тура с «Хорном» из Нижней Австрии. Манга вступил в игру на 79-й минуте при счёте 6:1 в пользу соперника, заменив Альфреда Вернера. В двух других встречах Давид также выходил на замену во втором тайме, но оба раза его команда уступала. Домашняя встреча с дублем венского «Рапида» завершилась разгромом 1:5, а в гостевом поединке с «Винербергом» «Айзенштадт» пропустил два безответных мяча. По итогам сезона команда заняла последнюю строчку в турнирной таблице и выбыла из лиги.
Летом 2008 года Манга перебрался в соседнюю Германию, где подписал контракт с представлявшим вторую Бундеслигу «Мюнхеном 1860», однако сразу же был переведён во вторую команду, выступавшую в южной зоне немецкой Региональной лиги. Первый матч за немецкий клуб сыграл в стартовом туре первенства против мангеймского «Вальдхофа», завершившейся крупной победой баварцев. 16 мая 2009 года Давид открыл счёт голам в профессиональной карьере, удвоив преимущество своей команды и установив окончательный результат в игре с «Ашаффенбургом». В следующей встрече с «Гессен-Касселем» он отличился сам и отдал результативную передачу на партнёра, чем помог своей команде одержать победу. Сезон дубль «Мюнхена 1860» завершил на шестой позиции. С каждым годом Манга всё чаще играл и забивал, в конце концов добившись попадания в первую команду мюнхенцев. В феврале и марте 2011 года он дважды попадал в заявку на матчи второй Бундеслиги с «Карлсруэ» и столичным «Унионом», но на поле так и не появился. В общей сложности за вторую команду Давид провёл 74 встречи, в которых сумел отличиться 14 раз.
По окончании сезона 2010/11 находился на просмотре в «Карлсруэ» и белградском «Партизане». Несмотря на то, что его контракт с клубом был рассчитан ещё на год, спортивный директор «Мюнхена 1860» Флориан Хинтербергер не стал препятствовать ему в поисках новой команды. 15 августа 2011 года Давид подписал трёхлетний контракт с «Партизаном».

### В сборной
В национальную сборную Центральноафриканской Республики начал привлекаться с 2010 года. 10 октября дебютировал в её составе в матче отборочного раунда Кубка африканских наций 2012 года с командой Алжира. Манга вышел на поле в стартовом составе, а на 68-й минуте уступил место Одену Буту. В следующий раз в составе появился летом 2011 года в товарищеской игре с командой Мальты, завершившейся поражением африканцев со счётом 1:2.

## Матчи за сборную
| # | Дата            | Место                            | Соперник | Результат | Турнир                                        |
| - | --------------- | -------------------------------- | -------- | --------- | --------------------------------------------- |
| 1 | 10 октября 2010 | «Бартелеми Боганда», Банги, ЦАР  | Алжир    | 2:0       | Отборочные матчи Кубка африканских наций 2012 |
| 2 | 10 августа 2011 | «Национальный», Валлетта, Мальта | Мальта   | 1:2       | Товарищеский матч                             |
| 3 | 4 сентября 2011 | «Бартелеми Боганда», Банги, ЦАР  | Марокко  | 0:0       | Отборочные матчи Кубка африканских наций 2012 |

## Достижения
Партизан
- Чемпион Сербии: 2011/12

Хапоэль (Рамат-Ган)
- Обладатель Кубка Израиля: 2012/13

## Личная жизнь
Родился в семье центральноафриканца и камерунки. Женат, у пары есть двое детей.